# Aitor López Rekarte
Aitor López Rekarte (Mondragón, 18 agosto 1975) è un ex calciatore spagnolo, di ruolo difensore.

## Carriera

### Club
Fratello minore di Luis María López Rekarte, cresce nella Real Sociedad: dopo essere stato promosso in prima squadra nel 1997-1998, ne diviene immediatamente un elemento insostituibile sommando, in undici stagioni, oltre 400 presenze (316 in campionato).
Nel luglio 2007, passa al neopromosso Almeria, svincolandosi al termine della stagione.
Il 18 marzo 2009 viene acquistato dall'Eibar, accordandosi fino alla fine della stagione.

### Nazionale
Dopo aver sommato convocazioni in quasi tutte le categorie giovanili, debutta con la Nazionale maggiore in una partita giocata a Valencia contro la Scozia nel settembre 2004 e terminata con il punteggio di 1-1.
Conta 9 presenze con la Nazionale di calcio dei Paesi Baschi.